# شوان كمال
شوان کمال (بالمانیة Schwan Kamal) هو نحات کردي عراقي ولد في محافظة السليمانية عام 1967.

## حیاتە
ولد شوان کمال فی مدینة السلیمانیة، درس فن فی (معهد الفنون الجمیلة)حصل علی شهادة دبلوم فی فن النحت بدرجة الامتیاز وحصل علی شهادة البکالوریوس من أکادمیة الفنون الجمیلة من جامعة بغداد عام 1991، درس شوان فن النحت علی ید فنانین وأساتذة کبار مثل (دارا حمە سعید، وإسماعيل فتاح الترك، ومحمد غني حكمت، وصالح قرغولي ومرتضی الحداد.
بعد تخرجە من اکادمیة فنون الجمیلة عام 1991، عاد الی مدینة السلیمانیة وعمل کمدرس فی قسم التشکیلی فرع النحت حتی عام 1994، بعد اندلاع الحرب الاهلیـة فی کردستان وتدهور الاوضاع السیاسیة والامنیة هاجر شوان الی ترکیا ومن ثم الی الیونان واستقر منذ عام 1995 فی المانیا وحصل علی الجنسیة الالمانیة.
من عام 1995 حتی عام 2000عمل کفنان فی مسبك (رایموند کیتل)فی مدینة دسلدورف، بعد عام 2000 حتی 2015 عمل فی مسبك (رولف کایزر)بعد عام 2015 انتقل شوان الی مملکة السوید، حتی الآن یعیش ویعمل فی مدینة مالمو بالسوید.

## مشاریعە الفنیة
بعد تخرجە من اکادمیة فنون الجمیلة اقام شوان کمال عدید من المشاریع الفنیة وتماثیل فی کثیر من المدن کردستان والعراق واوروبا، تمثل عدید من التماثیل لشخصیات بارزة من فنانین والشعراء، وفی المانیا قام بنصب واعادة مجموعة من التماثیل التاریخیة.

## مشاریعە داخل کردستان والعراق
بعد انتهاء من دراسة الفن فی عام 1991 کان لدی شوان حلم ان یکون فی کردستان مشاریع وأعمال فنیة ونصب تذکاریة وخطط لها، وقام بصنع بعض من هذە أعمال حتی اندلاع الحرب الاهلیة وهجرتها الی اوروبا، من هذە أعمال والتماثیل:
- تمثال المهندس (حمە سعدید) امام بنایة دائرة کهرباء فی السلیمانیة عام 1992.
- تمثال توفتق کهرباء التی استشهد فی قصف باسلحة کیمیاویة فی حلبجة عام 1992.
- تمثال (خالە حاجی) فی منطقة العقاری فی مدینة السلیمانیة عام 1993.
- نصب (الشهداء جیمەن) فی فلکة خانقا فی مدینة السلیمانیة عام 1993.
- تمثال (بختیار العسکری) فی محلة اسکان فی مدینة اربیل عاصمة اقلیم کردستان عام 1994.
- تمثال العدالة(یوستیسیا)امام بنایة محکمة فی مدینة اربیل عاصمة اقلیم کردستان عام 2013.
- تمثال الشاعر الکبیر شیرکو بکاس امام بنایة سردم فی شارع سالم بمدینة السلیمانیة عام 2014.[6]
- نصب تذکاری لشاعر الکردی شیرکو بیکس علی مثواە الاخیر فی بارك اذادی بوسط مدینة سلیمانیة عام 2015.[7]

## مشاریعە في ألمانیا والسوید

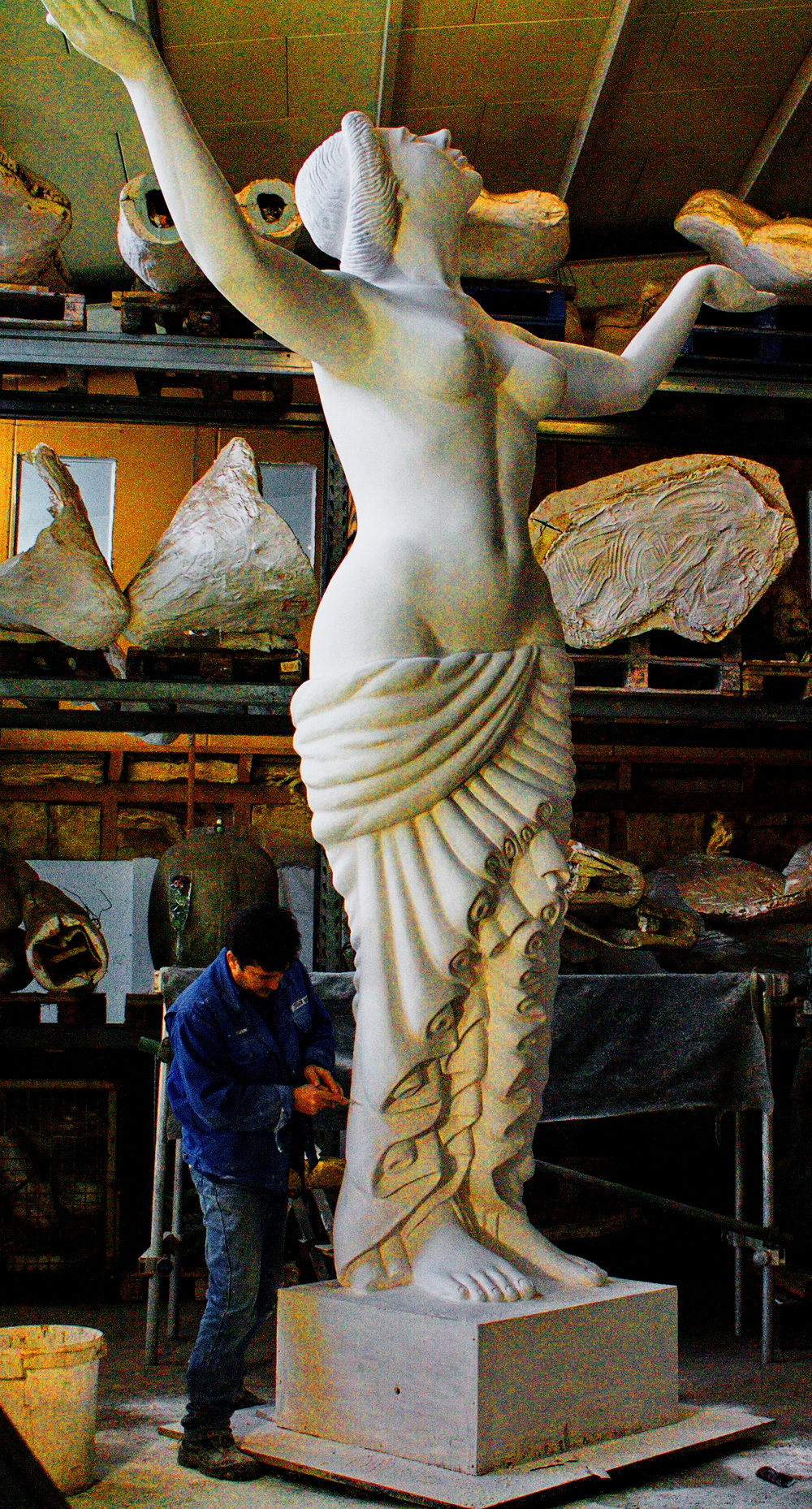
نَصب المناصرة، ألمانيا 2011.

ما بین عام 1995 حتی عام 2015 ولمدة 20 سنة قام شوان بصنع عدید من التماثیل ونصب التذکاریة فی مدن المانیة، مع ذلك قام بعمل عدد کبیر من التماثیل لصالح مسبك رولف کایزر فی مدینة دسلدورف، یعود تاریخ هذا مسبك الی خمسینات قرن الماضی، یقوم هذا المشغل بصنع تماثیل وصبها من المعادن لکثیر من لفنانین العالمیین الکبار امثال (تونیکریك البریطانی، توماس شوتە المانی، کاترینا فریج المانی وماکدلینا اباکانوفیج البولونی) وغیرهم.فی هذه اعوام قام شوان کمال بصنع جمیع التماثیل لصالح ورشة ومسبك رولف کایزر.
اثناء حرب العالمیة الثانیة تعرض اکثریة مدن المانیة الی الخراب والدمار نتیجة قصف القوات الحلفاء، وکان کثیر من التماثیل التاریخیة قد تم اذالتها من الوجود، فی السنوات الاخیرة قام السلطات المانیة باعادة صنع کثیر من هذە التماثیل ونصب التذکاریة.
قام شوان باعادة صنع هذە التماثیل ونصب التذکاریة فی المدن المانیة:
- نصب تذکاری لموسیقار ومغنی الشعب (کوستاف ادولف فون اوتمانن)فی حدیقة الشمال بمدینة فوبرتال عام 2012.
- نصب تذکاری لفارس (ارنولد روس)فی بنایة بلدیة مدینة فوبرتال عام 2009.[9]
- تمثال (العدالة) فی جهة الیمنی لبوابة الرئیسیة بنایة بلدیة مدینة فوبرتال عام 2010.
- تمثال (الحقیقة) فی جهة الیسری لبوابة الرئیسیة بنایة بلدیة مدینة فوبرتال عام 2010.[10]
- تمثال (اعانة الفقراء)فی وسط مدینة فوبرتال بساحة الکنائس عام 2011.
- تمثال (شزروان العدالة) فی ساحة الجمهوریة بمدینة فوبرتال بالمانیا عام 2011.
- تمثال الموسیقار العالمی (فیلکس میندلسون)امام بنایة قصر اوبرا بمدینة دوسلدرف عام 2012.
- تمثال الشخصیة المانیة (بیتر هیلد)معرف باسم (هوش هوش) فی وسط مدینة فوبرتال عام 2013.

```
فی عام 2015 انتقل شوان الی 
مملکة السوید
، وحصل علی العضویة فی نقابة الفنانین 
مقاطعة السکونة
 ومرکزها 
مدینة مالمو
، واشتغل فی مسبك (روبیرت کاسلاند)و (روسنکرینز)و قام بعمل تماثیل لصالح هذە المسابك، من هذە أعمال والتماثیل:
```

- تمثال (13 الحلزونات) من مادة برونز فی مستشفی الرئیسی لمدینة مالمو عام 2016.
- تمثال (مریم، طفلة زنجیة)لمکتبة الرئیسیة فی مدینة یوتوبوری عام 2017.
- تمثال (المسافر)موجود حالیا فی حدیقة التماثیل (ایکەبیری)فی مدینة اوسلو عاصمن مملکة النرویج 2018.
- تمثال (مدینة اهوس فی قرن 14)علی شکل ریلیف موجود حالیا امام متحف مدیة اهوس فی مقاطعة السکونة فی مملکة السوید2019.[11]
- تمثال (الفیل والموسیقی)فی حدیقة الشعب فی مدینة مالمو فی مملکة السوید 2019.[12]
- تمثال لاعب کرة القدم السویدی (مارکوس روسنبیری)موجود فی ملعب مدینة مالمو فی مملکة السوید.[13]</ref>
- في عام 2022 ، صنع شوان تمثالًا على شكل جائزة لنقابة المصورين (ميتوجرافي) تحت اسم (جائزة كامران) ، والتي تُمنح سنويًا لمصور فائز.[14]
- 2022 يصنع تمثالاً صغيراً على شكل جائزة تقديرية لمؤسسة النشر والتوزيع (kaper) تحت اسم (دانا رەووف) جائزة نصوص مسرحية ، تُقدم سنوياً لكاتب مسرحي بارز.[15]

## معارض الفنیة
معارض الشخصیة:
- 1987 معرض شخصی، تماثیل،رسوم، تخطیطات، فی قاعة المتحف بمدینة السلیمانیة.
- 2011 معرض شخصی شامل، أعمال من المعادن، برونز،المینیوم، حدید، بقاعة المتحف فی مدینة سلیمانیة.[16]
- 2011 معرض شخصی علی قاعة میدیا بمدینة اربیل، أعمال وتماثیل من المعادن، برونز، المینیوم والحدید.

معارض المشترکة
- معارض سنویة لمعهد فنون الجمیلة من عام 1982 حتی عام 1987.
- معارض سنویة لاکادمیة فنون الجمیلة فی جامعة بغداد من عام 1988 حتی عام 1991.
- معرض الفنانین فی سلیمانیة علی قاعة متحف فی عام 1992.
- معرض الفنانین الکرد علی قاعة سورکیو فی مدینة سلیمانیة عام 1993(جائزة احسن نحات).
- معرض الفنانین جدد فی نقابة الفنانین المان معروف ب (BBK)فی مدینة کمبن بالمانیا عام 2008.[17]